# Michael Corrigan
Michael Augustine Corrigan (13 de agosto de 1839 - 5 de maio de 1902) foi um prelado americano da Igreja Católica, que serviu como o terceiro arcebispo de Nova York, de 1885 a 1902.

## Vida
Nascido em Newark, New Jersey, quinto dos nove filhos de Thomas e Mary Inglês Corrigan, ambos os quais haviam emigrado da Irlanda. Thomas Corrigan possuía um negócio de mercearia e bebidas alcoólicas a retalho em Newark, e status da família permitia Michael obter seus interesses educacionais. Participou do Colégio de Santa Maria em Wilmington, Delaware, de 1853-1855, Universidade de Mount Saint Mary em Emmitsburg, Maryland a partir 1855-1857, passou um ano na Europa, e recebeu seu diploma de bacharel em Mount Saint Mary, em 1859 se tornou um membro da primeira turma no Colégio Norte-Americano em Roma, foi ordenado sacerdote em 1863, e obteve um doutorado em 1864. 
Corrigan voltou para Nova Jersey, em 1864, onde se juntou ao corpo docente da Universidade Seton Hall e o Seminário da Imaculada Conceição, ambos em South Orange, como professor de teologia e história. Logo alcançou uma reputação dentro da hierarquia para bolsa de estudos e também forneceu assistência pastoral aos católicos na vizinhança Seton Hall. Quando Bernard J. McQuaid deixou Seton Hall, em 1869, para assumir suas funções como bispo da Diocese de Rochester, Corrigan sucedeu como presidente da faculdade e também tornou-se vigário geral da Diocese de Newark. 

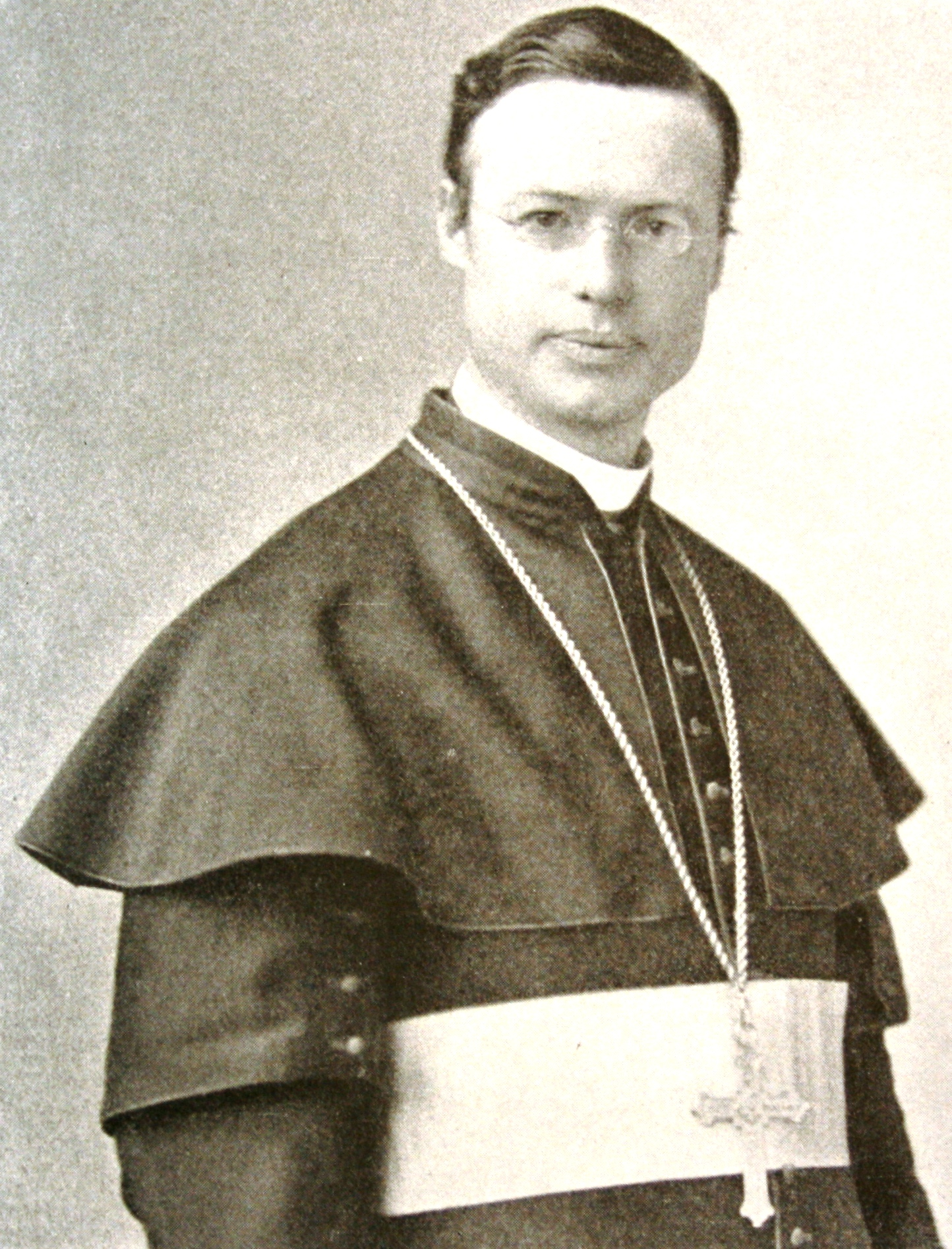
Michael Corrigan